# Real Academia de la Lengua y Literatura Francesa de Bélgica

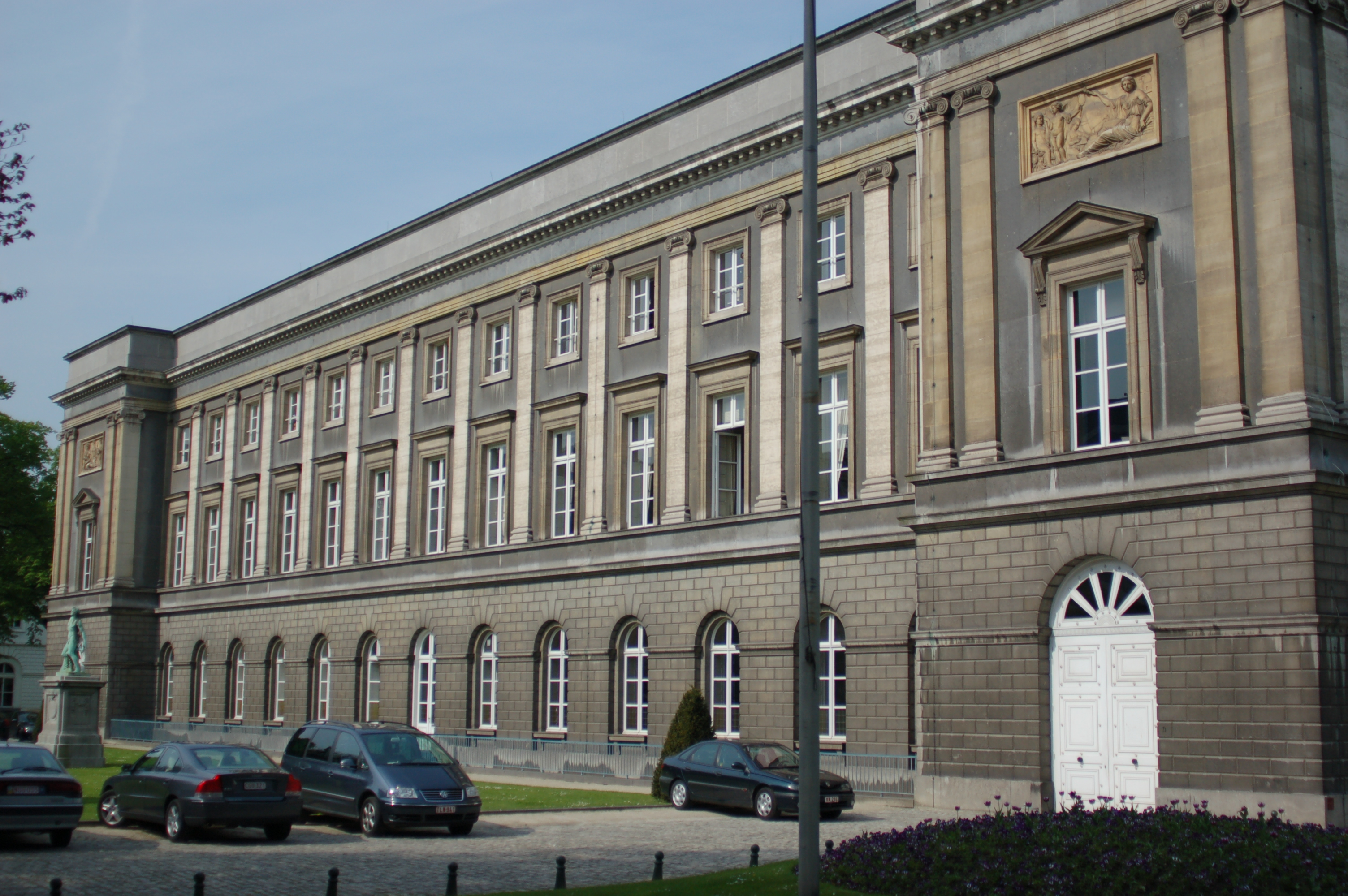
Sede de la Académie royale en Bruselas

La Real Academia de la Lengua y Literatura Francesa de Bélgica (en francés, Académie royale de langue et de littérature françaises de Belgique, ARLLFB) es una institución belga que agrupa a personalidades que por sus trabajos o sus escritos han contribuido de manera excepcional al brillo de la lengua francesa. Se divide entre miembros de origen belga y miembros extranjeros.
No debe confundirse a la Real Academia de la lengua y de la literatura francesas de Bélgica, apodada « la Destréenne », que fue fundada en 1920 por Alberto I de Bélgica, a propuesta del ministro de las Ciencias y de los Artes, Jules Destrée, con la Real Academia de Bélgica, apodada « la Thérésienne » y fundada en 1772 por la emperatriz María Teresa I de Austria.
Su equivalente flamenco es la Real Academia de la Lengua y Literatura Neerlandesa (llamada hasta en 1974 Real Academia Flamenca de la Lengua y de la Literatura).

## Miembros
La Real Academia de la Lengua y Literatura Francesa de Bélgica está formada por 30 miembros nacionales y diez miembros extranjeros. Los miembros por número de sillón y años de presencia son:
| - Nacionalidad belga: - Sillón 1: literario - Henry Goleada de Wiart (1920-1951) - Hilaire Duesberg (1952-1969) - Charles Moeller (1970-1986) - Lucien Guissard (1986-2009) - Paul Emond (2011- ) - Sillón 2: filólogo - Auguste Doutrepont (1920-1929) - Émile Boisacq (1929-1945) - Robert Guiette (1954-1976) - André Vandegans (1977-2003) - Danielle Bajomée (2004- ) - Sillón 3: literario - Georges Eekhoud (1920-1927) - Georges Virrès (1927-1946) - Carlo Bronne (1948-1987) - Georges-Henri Dumont (1988-2013 ) - Xavier Hanotte (2014-) - Sillón 4: filólogo - Jules Feller (1920-1940) - Julia Bastin (1945-1968) - Roland Mortero (1969-2015 ) - escaño Vacante - Sillón 5: literario - Iwan Gilkin (1920-1924) - Louis Dumont-Wilden (1925-1963) - Jo Van Der Elst (1965-1971) - Louis Dubrau (1972-1997) - Claire Lejeune (1997-2008) - Lydia Flem (2010-) - Sillón 6: literario - Albert Giraud (1920-1929) - Georges Rency (1930-1951) - Edmond Vandercammen (1952-1980) - Jean Muno (1981-1988) - Pierre Mertens (1989- ) - Sillón 7: filólogo - Jean Haust (1920-1946) - Louis Remacle (1948-1997) - Paul Delsemme (1998-2008) - Jacques Charles Lemaire (2009-) - Sillón 8: literario - Hubert Krains (1920-1934) - Charles Bernard (1934-1961) - Albert Ayguesparse (1962-1996) - Jacques De Decker (1997- ) - Sillón 9: literario - Maurice Maeterlinck (1920-1949) - Robert Vivier (1950-1989) - Henry Bauchau (1990-2012) - Jean-Philippe Toussaint (2014-) - Sillón 10: literario - Albert Mockel (1920-1945) - Lucien Christophe (1945-1975) - Jeanine Molino (1976-1998) - Roger Foulon (1999-2008) - Gabriel Ringlet (2008- ) - Sillón 11: literario - Fernand Severin (1920-1931) - Henri Davignon (1932-1964) - Adrien Jans (1965-1973) - Herman Closson (1974-1982) - Philippe Jones (1983-2016) - Véronique Bergen (1962-) - Sillón 12: literario - Paul Spaak (1920-1936) - Charles Plisnier (1938-1952) - Robert Goffin (1953-1984) - Liliane Wouters (1985- ) - Sillón 13: literario - Gustave Vanzype (1920-1955) - Suzanne Lilar (1956-1992) - Françoise Mallet-Joris (1993- ) - Sillón 14: filólogo - Maurice Wilmotte (1920-1942) - Gustave Vanwelkenhuyzen (1948-1976) - André Goosse (1976- ) - Sillón 15: filólogo - Alphonse Bayot (1921-1937) - Joseph Bastin (1938-1939) - Maurice Delbouille (1940-1984) - Claudine Gothot-Mersch (1985- ) | - Nacionalidad belga: - Sillón 16: filólogo - Gustave Charlier (1921-1959) - Maurice Piron (1960-1986) - Marc Wilmet (1986-2016) - vacante - Sillón 17: literario - Léopold Courouble (1921-1937) - Marie Gevers (1938-1975) - Paul Willems (1975-1997) - Alain Bosquet de Thoran (1998-2012) - Caroline Lamarche (2014-) - Sillón 18: literario - Louis Delattre (1921-1938) - Marcel Thiry (1939-1977) - Georges Thinès (1978- ) - Sillón 19: filólogo - Georges Doutrepont (1921-1941) - Henri Liebrecht (1945-1955) - Joseph Hanse (1956-1992) - Robert Frickx (1993-1998) - Daniel Droixhe (1998- ) - Sillón 20: literario - Max Elskamp (1921-1931) - Georges Marlow (1932-1947) - Louis Piérard (1948-1951) - Albert Guislain (1953-1969) - Marcel Lobet (1970-1992) - Jacques Crickillon (1993- ) - Sillón 21: literario - Arnold Goffin (1921-1934) - Horacio Van Offel (1936-1944) - Paul-Henri Spaak (1945-1972) - Fernand Verhesen (1973-2009) - Éric Brogniet (2010- ) - Sillón 22: literario - Valère Gille (1921-1950) - Roger Bodart (1951-1973) - Jean Tordeur (1974-2010) - Jean-Claude Bolonia (2011- ) - Sillón 23: literario - Émile Van Arenbergh (1921-1934) - Franz Ansel (1934-1937) - Thomas Braun (1939-1961) - Géo Libbrecht (1962-1976) - Paul-Aloïse De Bock (1977-1986) - Jacques-Gérard Linze (1987-1997) - Guy Vaes (1997-2012) - Jean-Luc Outers (2013- ) - Sillón 24: filólogo - Albert Counson (1922-1933) - Lucien-Paul Thomas (1934-1948) - Fernand Desonay (1950-1973) - Piedra Callejón (1975-1993) - Roland Beyen (1994- ) - Sillón 25: literario - Jules Destrée (1922-1936) - Firmin Van Den Bosch (1936-1949) - Luc Hommel (1950-1960) - Georges Sion (1962-2001) - Yves Namur (2001- ) - Sillón 26: literario - Edmond Glesener (1922-1951) - Georges Simenon (1951-1989) - Simon Leys (1990-2014) - Amélie Nothomb (2015- ) - Sillón 27: filólogo - Henri Simon (1923-1939) - Joseph Vrindts (1940-1940) - Joseph Calozet (1945-1968) - Willy Bal (1968-2013) - Jean Klein (2014- ) - Sillón 28: literario - Ernest Verlant (1923-1924) - Hubert Stiernet (1924-1939) - Constante Burniaux (1945-1975) - Thomas Owen (1975-2002) - Jean-Baptiste Baronian (2002- ) - Sillón 29: literario - George Garnir (1926-1939) - Pierre Nothomb (1945-1966) - Charles Bertin (1967-2002) - François Emmanuel (2003- ) - Sillón 30: filólogo - Servía Étienne (1938-1952) - Émilie Noulet (1953-1978) - Raymond Trousson (1979-2013 ) - André Guyaux (2014-) | - Nacionalidad extranjera: - Sillón 31: filólogo - Ferdinand Brunot (1921-1938) - Giulio Bertoni (1938-1942) - Mario Roques (1946-1961) - Robert-Léon Wagner (1962-1982) - Gérald Antoine (1982-2014 ) - Georges Kleiber (2015-) - Sillón 32: literario - Gabriele De Annunzio (1921-1938) - Chéou-Kang Sié (1946-1974) - Robert Mallet (1975-2002) - Yves Pastor (2004-2004) - Gérard de Cortanze (2005- ) - Sillón 33: literario - Anna de Noailles (1921-1933) - Colette (1935-1954) - Jean Cocteau (1955-1963) - Jean Cassou (1964-1986) - Alain Bosquet (1986-1998) - Hubert Nyssen (1998-2011) - Éric-Emmanuel Schmitt (2012-) - Sillón 34: literario - Benjamin Vallotton (1921-1962) - Edmée de La Rochefoucauld (1962-1991) - Marie-Claire Blais (1992- ) - Sillón 35: filólogo - Kristoffer Nyrop (1922-1931) - Emmanuel Walberg (1931-1951) - Arthur Långfors (1952-1959) - Jean Pommier (1960-1973) - Italo Siciliano (1973-1980) - Jacques Monfrin (1981-1998) - David Gaatone (1999- ) - Sillón 36: literario - Brand Whitlock (1922-1934) - Eugénio castreño (1935-1945) - Benjamin L. Woodbridge (1946-1969) - Marguerite Yourcenar (1970-1987) - Dominique Rolin (1988-2012) - Sylvie Germain (2013-) - Sillón 37: literario - Édouard Montpetit (1923-1954) - Marthe Bibesco (1955-1973) - Mircea Eliade (1975-1986) - Georges Duby (1986-1996) - Michel del Castillo (1997- ) - Sillón 38: filólogo - Jean-Jacques Salverda de Grave (1923-1947) - Jakob Jud (1951-1952) - Eugène Vinaver (1960-1979) - Lloyd James Austin (1980-1994) - Robert Darnton (1995- ) - Sillón 39: filólogo - Francis Vielé-Griffin (1931-1937) - Ventura García Calderón (1938-1959) - Marcel Raymond (1962-1981) - Jean Rousset (1982-2002) - Paul Gorceix (2003-2007) - Marie-José Béguelin (2008- ) - Sillón 40: literario - Robert de Traz (1938-1951) - Julien Green (1951-1998) - Assia Djebar (1999-2015 ) - Philippe Claudel (2015- ) |